# Lijst van burgemeesters van Zevergem

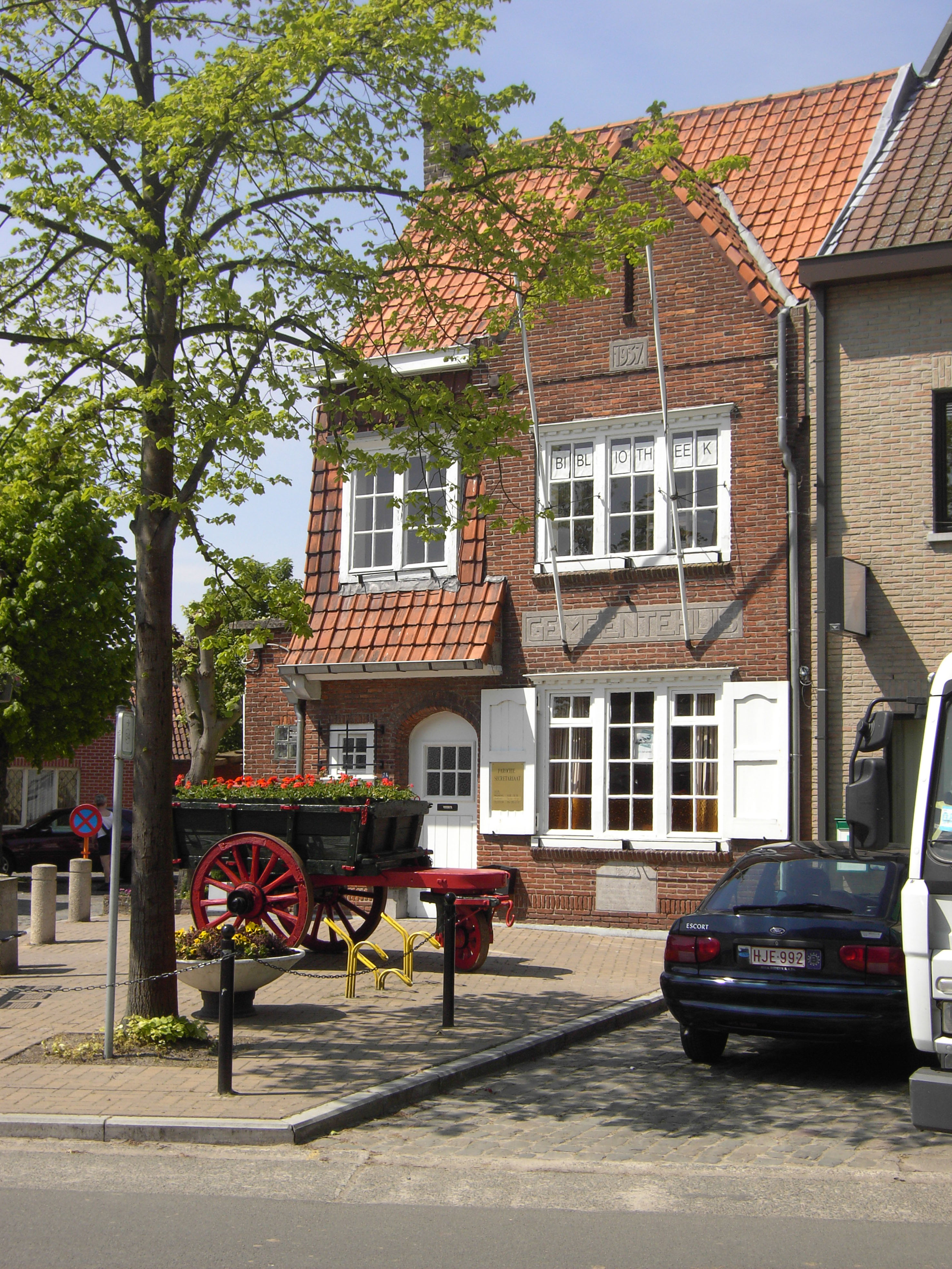
Het voormalige gemeentehuis van Zevergem

Dit is een lijst van burgemeesters van de voorheen zelfstandige gemeente Zevergem, in de Belgische provincie Oost-Vlaanderen. De gemeente was zelfstandig tot 1977, toen die fusioneerde met De Pinte.
- François-Eugène de Pélichy (1840-1890)
- Joseph de Pélichy (1890-1924)
- Raoul de Hemptinne (1925-1945)
- Yvonne de Pélichy (1946-1976)
- Frans Matthys (1971-1976)